# Vaucluse (Australia)
Vaucluse è un sobborgo costiero di Sydney in Australia.

## Geografia fisica
Vaucluse sorge sulla penisola del Capo Meridionale, delimitata a ovest dalla Baia di Sydney e a est dal Mar di Tasman.

## Monumenti e luoghi d'interesse
- Faro Macquarie